# 神鬼認證：神鬼疑雲
《神鬼認證：神鬼疑雲》（英語：The Bourne Supremacy）是一部2004年美德國合拍的動作諜報驚悚片，本片由保羅·葛林葛瑞斯執導，是《神鬼認證》的續集。前一部電影的導演道格·李曼重返監製工作，劇本則由東尼·吉爾洛伊以及布萊恩·海格蘭撰寫。改編自勞勃·勒德倫的同名小說《神鬼疑雲》。男女主角依然由麥特·戴蒙以及法蘭卡·波坦特擔綱，另外也有奧斯卡提名瓊·愛倫、茱莉亞·史緹爾主演。
在這一集中，傑森·包恩（麥特·戴蒙飾）被他過去的記憶陰影所籠罩，關係著絆腳石計劃還有一個中央情報局（中情局，CIA）的陰謀。在這一集中，法蘭卡·波坦特依舊飾演包恩的女朋友瑪莉·海蓮娜·克盧茲、布萊恩·考克飾演CIA副局長華德·艾畢、茱莉亞·史緹爾飾演妮琪，還有瓊·愛倫飾演的新角色，CIA主管潘密拉·藍迪。
《神鬼認證：神鬼疑雲》與原著小說不同的是，包恩的上司亞歷山大·康克林並沒有於小說中死亡，而且康克林還是包恩的好友並非敵人（基本上情節有吸收艾瑞克·范·勒斯貝德所接寫的神鬼系列第四部《神鬼傳承》部分內容）。另外，故事主線不同的是，小說中的包恩主要是在香港一帶行動，拯救遭到綁架的瑪莉。

## 故事劇情
傑森·包恩自從在巴黎逃出中情局的掌控後，與女友瑪麗·克魯茲隱居在印度果阿；期間始終夢見自己斷層記憶中的刺殺對象而無法入睡，開始用筆記本記下夢境中刺殺對象的名字。在德國柏林市，中情局副主管潘蜜拉·蘭迪在監視一場資料交易任務時，一名俄羅斯安全局的刺客克瑞爾偷偷潛入交易現場，在分電盒上安裝塑膠炸彈、並在其中一個炸彈上留下一枚傑森·包恩的指紋。在電源消失一瞬間，克瑞爾射殺兩名交易人員，捲走交易的錢與資料，任務失敗。
克瑞爾將所有取得的錢財與文件交給自己的雇主—俄羅斯石油大亨尤里·格列特科夫，隨後受命前去果阿刺殺傑森·包恩以除後患。克瑞爾一到果阿就用照片問出包恩的住址，但包恩卻搶先注意到他形跡詭異，立即開吉普車帶著瑪麗逃跑。克瑞爾發現追不上便拿出狙擊槍，但卻未料到包恩和瑪麗在車中換了位置，導致子彈打中駕駛座上的瑪麗，吉普車失控落河。包恩在水中雖然全力搶救，但發現眼前的愛人瑪麗早已死去，最後只能眼睜睜看著她的遺體慢慢沉底。
克瑞爾在橋上看著車沉入河底而認定包恩已死，回到莫斯科後向尤里彙報任務完成。包恩上岸後爲瑪麗造了墓，也決定抓出幕後黑手來為愛人報仇。此時，潘蜜拉的人馬在交易現場採集到指紋，在數據庫比對時發現指紋資料來自於已經關閉的“絆腳石計劃”，得到局長的批准後查出指紋屬於傑森·包恩。潘蜜拉隨後翻出絆腳石計劃的所有資料、人員，包括被射殺的主管亞歴山大·康克林，以及關閉計劃的副局長華德·艾畢；隨後召集衆人講解自己這次的失敗與傑森·包恩的聯繫，介紹中情局七年前有一筆二千萬資金在運送時失蹤，向他們透露是內賊所爲的俄羅斯政客弗拉基米爾·奈斯基卻在會面前被射殺身亡。這次好不容易才尋回奈斯基失蹤的文件，交易過程中卻還是被人破壞，兩者的兇手都是不知所蹤的傑森·包恩。
包恩在進入意大利那不勒斯機場時，故意用自己的護照而被攔下，引來以美國領事館武官身份為掩護的中情局人員審問。軍官後來與中情局通話後瞭解到包恩是通緝犯，想要掏槍卻慢了一步，被包恩打昏。包恩拷貝他的手機裏的SIM卡後偷走他的汽車。軍官醒來後向潘蜜拉報告，潘蜜拉只能對他透露關於柏林的行動，而一切也被包恩監聽到。潘蜜拉隨後飛往柏林查案，臨行前召來了康克林的秘書—丹尼·佐恩、以及絆腳石計劃的女聯絡員—妮基·帕森斯同行。包恩到德國慕尼黑去找記憶中絆腳石計劃的一名人員—賈達。賈達說康克林已在兩年前就被射殺，趁包恩分心時襲擊他，包恩利用電線將賈達勒死，也在離開前將賈達的房子炸毀。
包恩隨後利用電話知道了潘蜜拉等人住的酒店，也跟隨潘蜜拉來到柏林分部，而包恩在分部的對面大樓頂樓利用狙擊槍觀望，也親自打電話給潘蜜拉，包恩對潘蜜拉說自己打算過去，但卻要求辦公室裡的妮基赴廣場等候。妮基隨後在包恩的指示下由廣場進入輕軌電車，被混在人群中的包恩帶走。包恩表明瑪麗已死，原本打算問出關於俄羅斯政客的事情後處決她，但卻下不了手。妮基隨後被華德的人搭救，而包恩安然逃離，潘蜜拉也決定將包恩列入德國柏林通緝令。當晚，包恩來到圖書館查找所有關於奈斯基的案件資料，由當時的報導得知其遇害於貝瑞克酒店。此时丹尼帶著華德來到文件交易現場的電源區，表明證據顯示包恩可能與這件事毫無關係，卻被華德卻一刀捅死。
包恩來到德國貝瑞克酒店的645號房，也是當初自己殺死奈斯基夫婦的房間，從通緝令上認出包恩的酒店工作人員呼叫德國聯邦警察，但包恩逃脫警察圍捕。潘蜜拉在房間查看後發現這是奈斯基夫婦的死亡地點，得知丹尼·佐恩的屍體被找到而決定重啟謀殺案的調查。華德回到酒店後打給和自己合作的尤里，要求解決包恩被拒。華德在恐慌下發現包恩已經來到自己身後，也在其槍口下自供七年前幫助尤里偷走中情局的二千萬而從中得利，但卻因爲奈斯基的透露而命康克林除掉他。時至今日，奈斯基的文件再度出現，文件中也有對自己不利的資料，於是只能再度與尤里合作。華德表明瑪麗的死是意外，但也將她的死全部怪罪到包恩身上；包恩氣憤之餘，思考了一下後說「她（瑪麗）不會希望我這麽做的，這是你唯一還活著的原因！」並讓華德知道剛才所說已被錄音。包恩離開後，華德在潘蜜拉趕回來時，宣稱自己是個愛國者而且不後悔，最後舉槍畏罪自殺。
包恩將華德的犯罪招供錄音對話寄給潘蜜拉，隨後坐火車前往莫斯科。而刺客克瑞爾在尤里的通告下發現包恩還活著，也得知包恩已來到莫斯科而前去暗殺。克瑞爾跟隨被他打中肩膀的包恩後發現他已經開車逃跑後也開車追趕，包恩使計令兩人汽車在隧道裏撞成一團。包恩逃出汽車後發現克瑞爾已頭破血流、困在車中，原本有機會可以殺他而爲瑪麗報仇，但卻沒有開槍。包恩來到奈斯基的家中而見到了奈斯基的女兒艾琳娜·奈斯基，向她表明自己殺死了他的父母，也對他說「當妳所愛的人被奪走時，妳就會去尋找真相！」包恩向她表示自己的歉意後離開。另一邊，由於潘蜜拉提供的證據，尤里也被逮捕，而奈斯基夫婦的謀殺案也正式結案。
六星期後，包恩來到美國紐約市和潘蜜拉打了電話，潘蜜拉爲了華德的犯罪證據磁帶而向他致謝，也向他爲了在柏林的事情而致歉。在包恩打算掛上電話之前，但潘蜜拉卻告知了包恩，他的本名為「大衛·韋伯」，出生於1971年4月15日。潘蜜拉試圖邀請他來一次會談，但包恩卻在離開前，站在了對面大樓對她說「妳該休息了，妳看起來很累了。」

## 人物和角色

### 主要角色
| 角色                                   | 演員                         | 簡介 |
| -------------------------------------- | ---------------------------- | --- |
| 傑森·包恩 Jason Bourne                 | 麥特·戴蒙 Matt Damon         | 曾經在軍隊服役背景美國陸軍第1特種部隊D作戰分隊，原本與瑪莉在印度過著正常人的日子，在瑪莉遭到謀殺後決心找出真相替瑪莉復仇。 |
| 瑪莉·海蓮娜·克盧茲 Marie Helena Kruetz | 法蘭卡·波坦特 Franka Potente | 包恩的女朋友，與包恩同居逃亡兩年後，於逃亡中遭到了Kirill狙殺而死。                                                         |
| 潘蜜拉·蘭迪 Pamela Landy               | 瓊·愛倫 Joan Allen           | 美國中央情報局國家秘密行動處主管，對於包恩最後有著同情之意。                                                               |
| 華德·艾畢 Ward Abbott                  | 布萊恩·考克斯 Brian Cox      | 中情局副局長，為竊取CIA兩千萬美元的幕後黑手。                                                                              |
| 妮琪·帕森斯 Nicky Parsons              | 茱莉亞·史緹爾 Julia Stiles   | 前絆腳石行動駐巴黎聯絡人，計畫終結後轉而駐紮於阿姆斯特丹。                                                                 |
| 克瑞爾 Kirill                          | 卡爾·厄本 Karl Urban         | 俄羅斯職業殺手，是俄羅斯聯邦安全局的幹員，被人買凶下前去刺殺包恩。                                                         |
| 丹尼·佐恩 Danny Zorn                   | 加布里埃爾·曼 Gabriel Mann   | 前絆腳石計劃美國中央情報局國家秘密行動處的成員，後為追查包恩的小組成員之一，遭到了艾畢殺害而死。                           |

### 次要角色
| 演員              | 角色          | 簡介                                                                                |
| ----------------- | ------------- | ----------------------------------------------------------------------------------- |
| 湯瑪士·阿蘭那     | 馬丁·馬修     | CIA局長，指揮艾畢與蘭迪追查真相的長官。                                             |
| 湯姆·蓋洛普       | 湯姆·克隆寧   | 蘭迪的首要助手。                                                                    |
| 蜜雪爾·摩那漢     | 金            | 蘭迪的次要助手。                                                                    |
| 奧克莎娜·亞金夏娜 | 艾琳娜·尼斯基 | 俄羅斯政客弗拉帝米爾·尼斯基的親生女兒，父母皆為包恩所殺害，片尾包恩找到她並且道歉。 |
| 馬頓·索柯斯       | 亞達          | 絆腳石行動下最後一名僅存的殺手，企圖襲擊包恩，最後被包恩殺害。                      |

### 幕後製作
- 保羅·葛林葛瑞斯執導。
- 勞勃·勒德倫原著寫作。
- 道格·李曼監製。
- 東尼·吉爾洛伊、布萊恩·海格蘭 (未列入名單)寫作劇本。
- 奧利佛·伍德拍攝。
- 約翰·包威爾配樂。
- 工業光魔負責特效。

## 評價
《神鬼認證：神鬼疑雲》基本上收到大多正面的評價，全球票房288,500,217美元，唯一小有爭議的便是導演保羅·葛林葛瑞斯獨有的手搖式攝影運鏡風格，这种风格导致難以看清楚動作戲中的動作，而這一個小爭議也延續至了本片的續集《神鬼認證：最後通牒》。
本片在爛番茄擁有81%的新鮮度，IMDb則有7.8的分數，基本上都是相當不錯的評價。

## 獎項
| 獎項   |                                |                                                         |      |
| 年度   | 獎項                           | 獎項類別/得獎人                                         | 結果 |
| 2005年 | 美國著作權協會電影電視及音樂獎 | 最佳票房影片－約翰·包威爾                               | 獲獎 |
| 2005年 | 美國科幻奇幻恐怖電影學會土星獎 | 最佳動作/冒險/驚悚影片                                  | 提名 |
| 2005年 | 美國科幻奇幻恐怖電影學會土星獎 | 最佳男主角－麥特·戴蒙                                   | 提名 |
| 2005年 | 廣播影評人協會協會獎           | 最受歡迎電影                                            | 提名 |
| 2005年 | 電影語音公會獎                 | 最佳電影音效合成－寇克·法蘭西斯、史考特·米蘭、鮑伯·畢默 | 提名 |
| 2005年 | 愛倫坡獎                       | 最佳電影劇本－東尼·吉爾洛伊 (劇本)、勞勃·勒德倫 (小說)  | 提名 |
| 2005年 | 帝國雜誌獎                     | 最佳電影                                                | 獲獎 |
| 2005年 | 帝國雜誌獎                     | 最佳男主角－麥特·戴蒙                                   | 獲獎 |
| 2005年 | 帝國雜誌獎                     | 最佳英國導演－保羅·葛林葛瑞斯                           | 提名 |
| 2005年 | 帝國雜誌獎                     | 年度最佳片段－莫斯科飛車追逐戰連續鏡頭                  | 提名 |
| 2005年 | MTV電影獎                      | 最佳動作片連續鏡頭－莫斯科飛車追逐戰連續鏡頭            | 提名 |
| 2005年 | MTV電影獎                      | 最佳男主角－麥特·戴蒙                                   | 提名 |
| 2005年 | 金帶獎                         | 北美電影最佳音樂剪輯－對話 & 配音                       | 提名 |
| 2005年 | 金帶獎                         | 北美電影最佳音樂剪輯－音樂影響 & 福萊音效               | 提名 |
| 2005年 | 全美民選獎                     | 最愛戲劇電影                                            | 提名 |
| 2005年 | 青年民選獎                     | 最佳動作/冒險/驚悚電影演員－麥特·戴蒙                   | 提名 |
| 2005年 | 青年民選獎                     | 最佳動作/冒險電影                                       | 提名 |
| 2005年 | USC劇作家獎                    | 東尼·吉爾洛伊 (劇本)、勞勃·勒德倫 (小說)                | 提名 |
| 2005年 | 世界聲帶獎                     | 年度最佳原聲帶－約翰·包威爾                             | 提名 |
| 2005年 | 世界聲帶獎                     | 年度最佳寫作音樂家－約翰·包威爾                         | 提名 |
| 2005年 | 世界特技大獎金牛座獎           | 最佳驚險動作同等/第二劇組導演                           | 獲獎 |
| 2005年 | 世界特技大獎金牛座獎           | 最佳交通工具使用                                        | 獲獎 |
| 2005年 | 世界特技大獎金牛座獎           | 最佳打鬥－戴林·普利史可特、克李斯·歐哈拉                | 提名 |

## 與小說不同之處
《神鬼認證：神鬼疑雲》與原著小說有許多差別，劇情也是從此集逐漸偏離原著小說，但是主線上的概念則是與小說大同小異，仍然與前做秉持著尊重原著的精神。
| 差異                                                                         |                                                                                        |
| 電影                                                                         | 小說                                                                                   |
| 包恩與瑪莉持續在世界各處逃亡。                                               | 大衛（包恩的真名）與瑪莉並沒有逃亡，並且結婚長居於政府的安全監控下。                   |
| 瑪莉遭到殺手暗殺身亡。                                                       | 瑪莉並沒有死，與大衛結婚並且照顧著大衛。                                               |
| 場景取在印度、慕尼黑、柏林以及莫斯科。                                       | 主要在中國大陸一帶，橫跨香港、澳門至北京。                                             |
| 相同                                                                         |                                                                                        |
| 電影                                                                         | 小說                                                                                   |
| 俄羅斯殺手以包恩的指紋製造一場謀殺案，藉此嫁禍給包恩，卻也逼使包恩重出江湖。 | 一殺手以包恩之名犯下多起謀殺案。政府以綁架瑪莉的手段，逼迫本尊包恩重出江湖對付冒牌貨。 |

## 原聲帶
《神鬼認證：神鬼疑雲》繼續由前一集的配樂師約翰·包威爾寫作配樂，片尾曲依然採用魔比（Moby）的〈Extreme Ways〉。
《神鬼認證：神鬼疑雲》電影原聲帶由Varèse Sarabande於2004年7月27日在全美發行，台灣由滾石唱片旗下風雲唱片於2004年8月13日代理發行。

### 音軌
1. 〈Goa〉－2:59
2. 〈The Drop〉－3:42
3. 〈Funeral Pyre〉－2:21
4. 〈Gathering Data〉－1:54
5. 〈Nach Deutschland〉－2:40
6. 〈To the Roof〉－5:32
7. 〈New Memories〉－2:48
8. 〈Berlin Foot Chase〉－5:16
9. 〈Alexander Platz/Abbotts Confesses〉－3:35
10. 〈Moscow Wind Up〉－6:55
11. 〈Bim Bam Smash〉－5:09
12. 〈Atonement〉－1:32
13. 〈Extreme Ways〉－3:56
  - Moby演唱

## DVD
《神鬼認證：神鬼疑雲》的DVD以及VHS由環球影業於2004年12月7日發行，分為寬螢幕以及全螢幕兩種版本。2.35:1寬螢幕比例，Dolby Digital 5.1音效選項，內容包括導演保羅·葛林葛瑞斯的訪談、刪除片段，以及多項紀錄短片。環球影業也有發行《神鬼認證：神鬼疑雲》DVD第二版本，於2005年1月24日發行，單一寬螢幕版本，內容與R1版本無異，在於發行區域的不同。短片標題有：
- 《人物特色解構》
- 《幕後專訪》
- 《爆破場面》
- 《逃生特技》
- 《動作分解》
- 《車駕攝影》
- 《飛車特技》
- 《外景分析》
- 《配樂賞析》

《神鬼認證：神鬼疑雲》的HD DVD版本則於2006年5月23日由環球影業發行，為單片2.35:1寬螢幕比例版本。環球影業也另外發行R2版本的擴編版本，寬螢幕2.35:1比例以及Dolby Digital 5.1音效選項，於2006年7月30日發行。
DVD的版本另外還有一個替代結局，主要是包恩在會面了尼斯基的女兒之後，於莫斯科的公園支撐不住，並且在醫院當中醒來，不過在逃脫之前被藍迪告知自己的真實姓名。

## 外部連結
- 官方網站 （页面存档备份，存于）
- 互联网电影数据库（IMDb）上《神鬼認證：神鬼疑雲》的资料（英文）
- 爛番茄上《神鬼認證：神鬼疑雲》的資料（英文）
- Box Office Mojo上《神鬼認證：神鬼疑雲》的資料（英文）
- Metacritic上《神鬼認證：神鬼疑雲》的資料（英文）
- AllMovie上《神鬼認證：神鬼疑雲》的资料（英文）
- Yahoo奇摩電影上《神鬼認證：神鬼疑雲》的資料（繁體中文）
- 開眼電影網上《神鬼認證：神鬼疑雲》的資料（繁體中文）
- 时光网上《神鬼認證：神鬼疑雲》的資料（简体中文）
- 豆瓣电影上《神鬼認證：神鬼疑雲》的資料 （简体中文）

| 上一届： 《機械公敵》 | 2004年全美週末票房冠軍 7月25日 | 下一届： 《陰森林》 |